# Гольшанський Семен Іванович
Семен Іванович Гольшанський, на прізвисько Лютий — литовсько-руський православний князь, син Івана Ольгимонтовича й Агрипини Святославівни Смоленської.    
Вперше зринає разом з батьком і старшим братом Андрієм серед підписантів віленсько-радомської унії (18 січня 1401). 27 вересня 1422 року поставив підпис під Мельнським договором з Тевтонським орденом.   
Вночі з 31 серпня на 1 вересня 1432 року спільно з Сигізмундом Кейстутовичем, Олельком Володимировичем, Яном Гаштольдом та іншими литовсько-руськими вельможами скоїв замах на князя Свидригайла Ольгердовича в Ошмянах.   
Ймовірно, в 1433 р. попав в полон до Свидригайла і був страчений. 
Дружина — Марія, діти:
- Михайло
- Андрій
- Данило
- Семен
- Юрій
- Юліана — дружина князя Семена Романовича Кобринського.